# 蒂帕哈薩山
13°46′54″S 70°36′37″W / 13.78167°S 70.61028°W
蒂帕哈薩山（Tipajasa），是秘魯的山峰，位於該國東南部普諾大區，由卡拉瓦亞省的奧利亞切阿區負責管轄，屬於韋爾卡努塔山脈的一部分，海拔高度約4,800米。